# Ljuskärrsberget

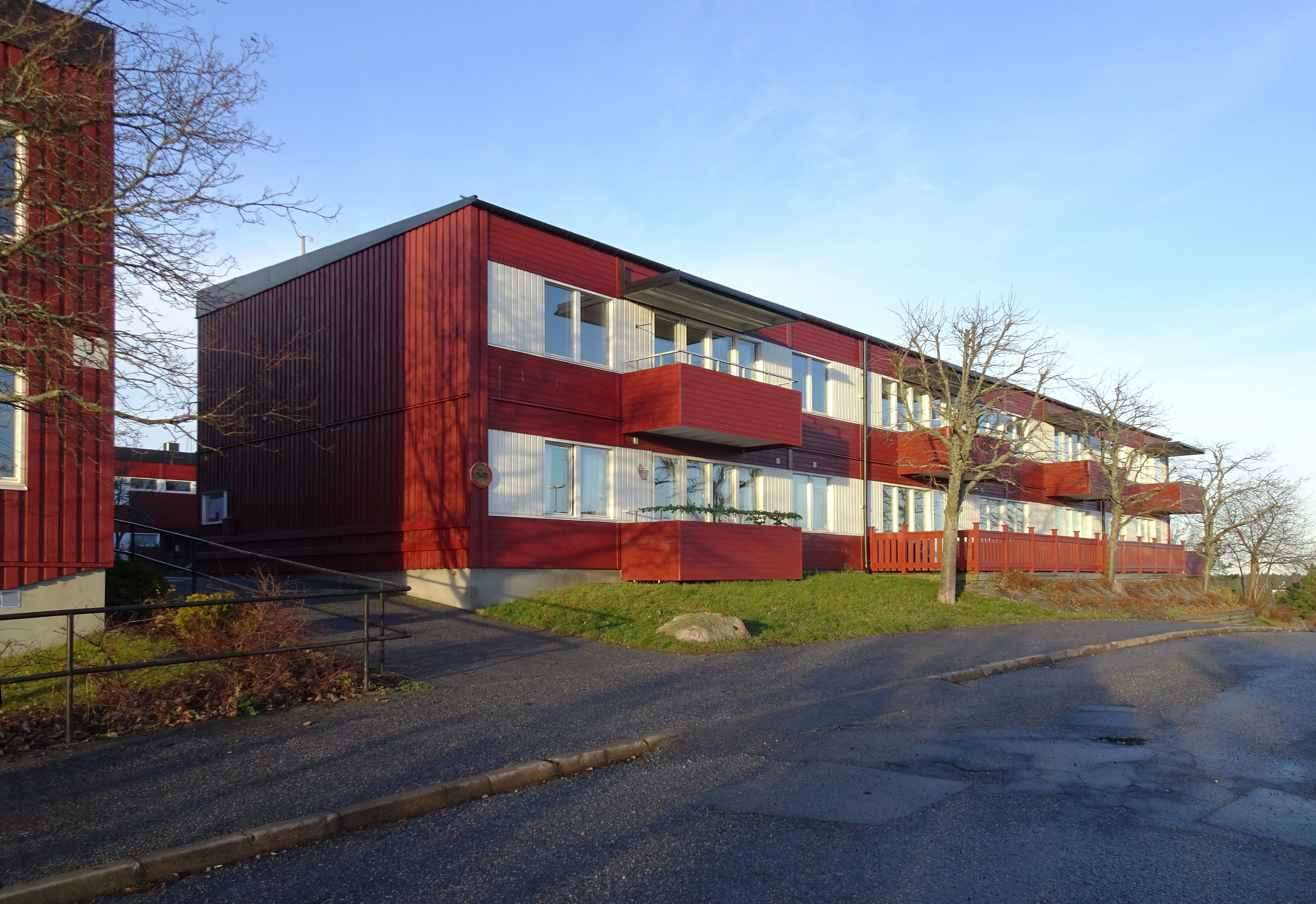
Ljuskärrsberget 2015.

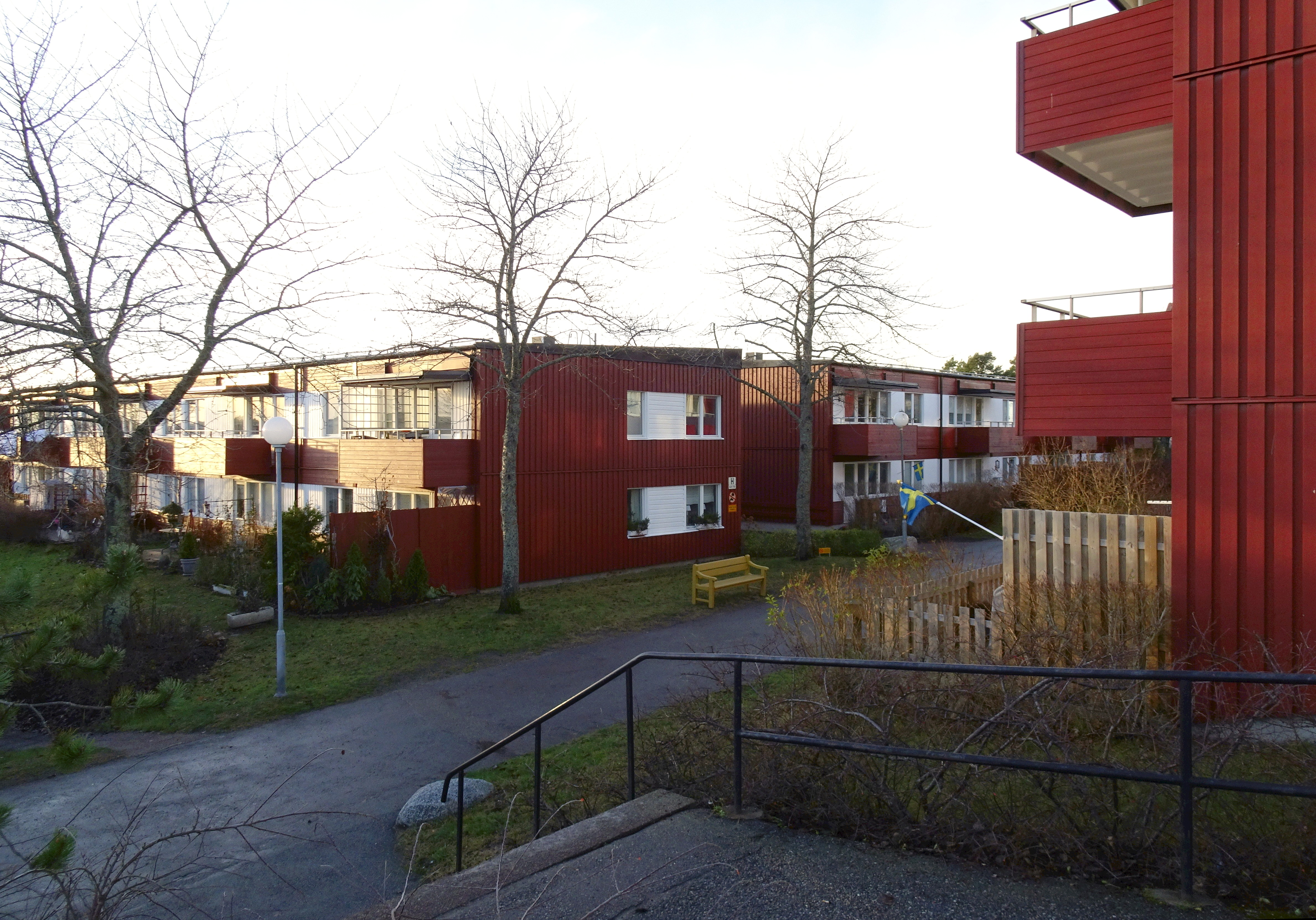
Ljuskärrsberget 2015.

Ljuskärrsberget är ett bostadsområde vid Ljuskärrsvägen i Saltsjöbaden, Nacka kommun. Området består av 52 huslängor som ritades av arkitektkontoret FFNS och uppfördes i ramen för miljonprogrammet mellan 1970 och 1972. Bebyggelsen är ett bra exempel på en tät, småskalig och terränganpassad  hyreshusarkitektur.

## Beskrivning
Ljuskärrsbergets bebyggelse går tillbaka till en arkitekttävling som utlystes av Saltsjöbadens köping i slutet av 1960-talet. De deltagande företagen fick själva föreslå hustyper och hushöjder och genom att koncentrera byggandet till berget ville man bevara Lundsjön–Dammsjöns naturområden. Tävlingen hade mottot "stad för ung och gammal" och vanns av byggföretaget JM tillsammans med arkitektkontoret FFNS och Bertil Falck som ansvarig arkitekt. Detaljplanen för området vann laga kraft den 20 november 1970 och 1972 stod husen inflyttningsklara.
Ljuskärrsbergets  byggnader uppfördes i 2-3 våningar och utplacerades, anpassad till terrängen,  i 13 husgrupper med fyra huslängor vardera som anordnades i en fyrkant kring var sin innergård. Totalt blev det 52 huslängor med 469 lägenheter. Samtliga hus är enhetligt färgsatta i faluröd kulör med vita fönsterband. Husen fick ett modernistiskt formspråk med platta tak, den horisontella betoningen och den enhetliga utformningen.
Från början ville man bygga lägenheter med hyresrätt, men i samband med kommunreformen 1971 då Saltsjöbadens köping gick upp i Nacka kommun, beslöts att sälja lägenheterna med bostadsrätt och bostadsrättsföreningen Ljuskärrsberget bildades 1972. Strax öster om Ljuskärrsberget ligger Saltsjöbanans station Tippen och Saltsjöbaden centrum.